# National Premier Leagues Western Australia
National Premier Leagues Western Australia (w skrócie NPL  Western Australia) –  piłkarskie rozgrywki na najwyższym szczeblu w stanie Australia Zachodnia. Organizowane i zarządzane przez federacje stanową Football West. Założone w 1896 roku pod nazwą Division One; w latach 1979 – 1987 funkcjonowały pod nazwą State League, od 1988 roku pod nazwą Super League. W latach 1992 – 1995 ponownie pod nazwą Division One. Od 1996 roku rozgrywane pod nazwą Premier League. W 2014 roku Premier League weszła w skład National Premier Leagues, zmieniając tym sam nazwę na National Premier Leagues Western Australia.

## Mistrzowie rozgrywek
Rozgrywki stanowe Division One w latach 1896 – 1962 organizowane były przez federacje Western Australian Soccer Football Association (WASFA). W 1960 roku została powoła federacja Western Australian Soccer Federation (WASF), która zorganizowała rozgrywki stanowe również pod nazwą Division One. W latach 1960 – 1962 funkcjonowały dwie równorzędne ligi o tej samej nazwie. Rozgrywki organizowane przez WASFA funkcjonowały do 1962 roku, natomiast federacja WASF w 1962 roku zmieniła nazwę na Soccer West Coast (od 2005 roku pod nazwą Football West) i kontynuowała swoją działalność.  
Najbardziej utytułowanym klubem w historii rozgrywek organizowany od 1960 roku początkowo przez federację WASF jest Perth SC (historyczne nazwy: Perth Azzurri i Perth Italia), który 22-krotnie zdobywał tytuł mistrzowski.  

### Lata 1896 – 1962 (WASFA)
| - 1896: Fremantle Wanderers - 1897: Fremantle Wanderers - 1898: Civil Service - 1899: Perth FC - 1900: Fremantle Wanderers - 1901: Fremantle Wanderers - 1902: Perth FC - 1903: Fremantle - 1904: Corinthian - 1905: Perth FC - 1906: Rangers - 1907: Perth Rangers - 1908: City United - 1909: Training College - 1910: Claremont - 1911: Rangers - 1912: Claremont - 1913: City United - 1914: Thistle - 1915: Thistle - 1916: nierozgrywane - 1917: nierozgrywane |  | - 1918: nierozgrywane - 1919: Claremont - 1920: Perth City United - 1921: Thistle - 1922: Perth City United - 1923: Claremont - 1924: Perth City - 1925: Thistle - 1926: Fremantle Caledonian - 1927: Fremantle Caledonian - 1928: Victoria Park - 1929: Victoria Park - 1930: Northern Casuals - 1931: Victoria Park - 1932: Northern Casuals - 1933: Caledonian - 1934: Victoria Park - 1935: Victoria Park - 1936: Victoria Park - 1937: Victoria Park - 1938: Victoria Park - 1939: Victoria Park - 1940: East Claremont |  | - 1941: Caledonian - 1942: nierozgrywane - 1943: nierozgrywane - 1944: nierozgrywane - 1945: nierozgrywane - 1946: Caledonian - 1947: Caledonian - 1948: North Perth - 1949: Caledonian - 1950: South Perth - 1951: South Perth - 1952: North Perth - 1953: Perth Azzurri - 1954: Perth City - 1955: North Perth - 1956: North Perth - 1957: Swan Athletic - 1958: East Fremantle Tricolore - 1959: Perth Azzurri - 1960: North Perth-Osborne - 1961: Swan Valley - 1962: Perth City-Inglewood |

Źródło: Socceraust.co.uk.

### Od 1960 roku
| - 1960: Perth Azzurri - 1961: Windmills - 1962: Perth Azzurri - 1963: East Fremantle Tricolore - 1964: East Fremantle Tricolore - 1965: East Fremantle Tricolore - 1966: Cracovia SC - 1967: Perth Azzurri - 1968: Perth Azzurri - 1969: Perth Azzurri - 1970: East Fremantle Tricolore - 1971: Perth SC - 1972: East Fremantle Tricolore - 1973: Windmills - 1974: Ascot - 1975: Perth Azzurri - 1976: Perth Azzurri - 1977: Floreat Athena - 1978: Olympic Kingsway - 1979: Spearwood Dalmatinac - 1980: Olympic Kingsway - 1981: Perth Azzurri |  | - 1982: Spearwood Dalmatinac - 1983: West Perth Macedonia - 1984: West Perth Macedonia - 1985: West Perth Macedonia - 1986: Spearwood Dalmatinac - 1987: Stirling Macedonia - 1988: Floreat Athena - 1989: Perth Italia - 1990: Perth Italia - 1991: Perth Italia - 1992: Perth Italia - 1993: Perth Italia - 1994: Stirling Macedonia - 1995: Stirling Macedonia - 1996: Inglewood Falcons - 1997: Floreat Athena - 1998: Western Knights - 1999: ECU Joondalup - 2000: Fremantle City - 2001: Sorrento |  | - 2002: Perth SC - 2003: Perth SC - 2004: Western Knights - 2005: Perth SC - 2006: Sorrento - 2007: Floreat Athena - 2008: Sorrento - 2009: Perth SC - 2010: Perth SC - 2011: Perth SC - 2012: Sorrento - 2013: Bayswater City - 2014: Bayswater City - 2015: Bayswater City - 2016: Perth SC - 2017: Bayswater City - 2018: Perth SC |

Źródło: Socceraust.co.uk.